# Les Châtelliers-Notre-Dame
Les Châtelliers-Notre-Dame és un municipi francès, situat al departament de l'Eure i Loir i a la regió de Centre – Vall del Loira. L'any 2007 tenia 130 habitants.

## Demografia

### Població
El 2007 la població de fet de Les Châtelliers-Notre-Dame era de 130 persones. Hi havia 55 famílies, de les quals 13 eren unipersonals (13 dones vivint soles i 13 dones vivint soles), 21 parelles sense fills i 21 parelles amb fills.
La població ha evolucionat segons el següent gràfic:
Habitants censats

### Habitatges
El 2007 hi havia 70 habitatges, 54 eren l'habitatge principal de la família, 13 eren segones residències i 3 estaven desocupats. Tots els 70 habitatges eren cases. Dels 54 habitatges principals, 47 estaven ocupats pels seus propietaris, 3 estaven llogats i ocupats pels llogaters i 3 estaven cedits a títol gratuït; 2 tenien dues cambres, 16 en tenien tres, 8 en tenien quatre i 27 en tenien cinc o més. 46 habitatges disposaven pel capbaix d'una plaça de pàrquing. A 18 habitatges hi havia un automòbil i a 32 n'hi havia dos o més.

### Piràmide de població
La piràmide de població per edats i sexe el 2009 era:
| Homes | Edats   | Dones |
| ----- | ------- | ----- |
| 0     | 95 o +  | 0     |
| 0     | 90 a 94 | 0     |
| 0     | 85 a 89 | 0     |
| 0     | 80 a 84 | 0     |
| 4     | 75 a 79 | 4     |
| 0     | 70 a 74 | 4     |
| 4     | 65 a 69 | 0     |
| 8     | 60 a 64 | 0     |
| 12    | 55 a 59 | 8     |
| 0     | 50 a 54 | 0     |
| 4     | 45 a 49 | 4     |
| 0     | 40 a 44 | 0     |
| 4     | 35 a 39 | 8     |
| 8     | 30 a 34 | 4     |
| 0     | 25 a 29 | 4     |
| 4     | 20 a 24 | 0     |
| 0     | 15 a 19 | 0     |
| 0     | 10 a 14 | 4     |
| 0     | 5 a 9   | 8     |
| 8     | 0 a 4   | 4     |

## Economia
El 2007 la població en edat de treballar era de 85 persones, 67 eren actives i 18 eren inactives. De les 67 persones actives 63 estaven ocupades (32 homes i 31 dones) i 4 estaven aturades (1 home i 3 dones). De les 18 persones inactives 9 estaven jubilades, 7 estaven estudiant i 2 estaven classificades com a «altres inactius».

### Ingressos
El 2009 a Les Châtelliers-Notre-Dame hi havia 54 unitats fiscals que integraven 126 persones, la mediana anual d'ingressos fiscals per persona era de 17.516,5 €.

### Activitats econòmiques
Dels 2 establiments que hi havia el 2007, 1 era d'una empresa de construcció i 1 d'una empresa immobiliària.
L'únic servei als particulars que hi havia el 2009 era un electricista.
L'any 2000 a Les Châtelliers-Notre-Dame hi havia 8 explotacions agrícoles.

## Poblacions més properes
El següent diagrama mostra les poblacions més properes.